# Pseudacanthicus
Pseudacanthicus is een geslacht van straalvinnige vissen uit de familie van de harnasmeervallen (Loricariidae).

## Soorten
- Pseudacanthicus fordii (Günther, 1868)
- Pseudacanthicus histrix (Valenciennes, 1840)
- Pseudacanthicus leopardus (Fowler, 1914)
- Pseudacanthicus serratus (Valenciennes, 1840)
- Pseudacanthicus spinosus (Castelnau, 1855)